# Jeremiah Bitsui
Jeremiah Bitsui é um actor norte-americano, mais conhecido como o seu papel de Victor na série da AMC Breaking Bad. Ele começou a sua carreira aos 5 anos de idade como Mickey no filme japonês A Casa do Mickey. Mais tarde, apareceu no filme de 1994, Natural Born Killers (Assassinos Natos) e no filme de 2005 A Thousand Road (200 Estradas), que foi uma selecção oficial do Sundance Filme Festival.

## Juventude
Bitsui tem ascendência Navajo e Omaha.

## Filmografia

### Filmes
| Ano  | Título                     | Papel             | Notas       |
| ---- | -------------------------- | ----------------- | ----------- |
| 1994 | Natural Born Killers       | Jovem rapaz índio |             |
| 2005 | A Thousand Roads           | Johnny Chee       |             |
| 2005 | Lords of Dogtown           | Cholo             | Sem crédito |
| 2006 | Flags of our Fathers       | Young Indian      |             |
| 2009 | High Society: A Pot Boiler | Yakob             |             |
| 2009 | Brothers                   | Cop               |             |
| 2010 | The Dry Land               | Luis              |             |
| 2011 | The Reunion                | Mexican Captain   |             |
| 2012 | Blaze You Out              | Isaiah            |             |
| 2014 | After the Fall             |                   |             |
| 2014 | Drunktown's Finest         | Sickboy           |             |

### Televisão
| Ano       | Título         | Papel             | Notas                      |
| --------- | -------------- | ----------------- | -------------------------- |
| 2005      | Into The West  | Sgt. Red Tomahawk | Episódio: "Ghost Dance"    |
| 2005      | Wildfire       | Ricky Sanchez     | Episódio: "The Track"      |
| 2008      | In Plain Sight | Alex              | 1 episódio                 |
| 2009–2011 | Breaking Bad   | Victor            | 8 episódios                |
| 2011      | CSI: Miami     | Luis Tafoya       | Episódio: "Killer Regrets" |
| 2011      | In Plain Sight | Gangbanger        | 1 episódio                 |